# Dolles Familienalbum
Dolles Familienalbum ist eine deutsche Fernsehserie des Deutschen Fernsehfunks (später Fernsehen der DDR). Die unter der Regie von Eberhard Schäfer entstandene Serie behandelt alltägliche Lebensumstände einer Familie.
Dolles Familienalbum wurde von 1969 bis 1971 im DFF ausgestrahlt.

## Inhalt
In der Berliner Familie Dolle steht für den jüngsten Spross Peter der 20. Geburtstag bevor. Opa Willi will ihm zu diesem Anlass ein ganz besonderes Geschenk machen. Er will seinem Enkel ein Familienalbum gestalten, das ihm die Geschichte seiner Familie nahebringt. Diese betreibt das traditionsreiche Ausflugslokal „Schützenhaus“, das im Zuge der neuen Zeit in ein sozialistisches Kulturhaus umgewandelt wird. So schildert die Serie nicht nur das Leben einer Familie in den Jahren 1945 bis 1960, sondern bietet gleichzeitig einen Einblick in den Alltag und die Geschichte der DDR von der Nachkriegszeit bis in die 1960er-Jahre. Die Schilderungen liegen dabei sehr nahe an der Wirklichkeit der damaligen Zeit.

## Episodenliste
| Teil | Episodentitel                   | Zeitraum  | Erstausstrahlung (Deutschland) | Laufzeit |
| ---- | ------------------------------- | --------- | ------------------------------ | -------- |
| 1    | 1. Teil                         | 1945–1949 | 30. September 1969             | 72 min.  |
| 2    | 2. Teil                         | 1954      | 1. Oktober 1969                | 66 min.  |
| 3    | 3. Teil                         | 1959      | 3. Oktober 1969                | 68 min.  |
| 4    | 4. Teil                         | 1959      | 5. Oktober 1969                | 68 min.  |
| 5    | 5. Teil                         | 1960      | 6. Oktober 1969                | 63 min.  |
| 6    | Anfang eines dicken Endes       | 1970      | 5. September 1971              | 63 min.  |
| 7    | Martha als Familienmarter       | 1970      | 12. September 1971             | 63 min.  |
| 8    | Faule Tricks und Gipsbein-Liebe | 1970      | 19. September 1971             | 56 min.  |
| 9    | Der antike Gottlieb             | 1970      | 26. September 1971             | 76 min.  |

## Kritik
„Mit Herz und Schnauze und jeder Menge Berliner Humor schildert die ab Ende der 1960er -Jahre in der DDR produzierte, neunteilige Serie die abwechslungsreiche Geschichte der Berliner Familie Dolle mit vielen Höhen und Tiefen. Vor der Kamera versammelten sich ostdeutsche Publikumslieblinge wie Agnes Kraus, Helga Raumer und Willi Narloch (in einer Doppelrolle als Urgroßvater Gottlieb und dessen Sohn Willi Dolle). Die Serie gehörte in der DDR seinerzeit zu den beliebtesten Fernsehsendungen und ist für alle Ostalgiker ein Muss.“